# Hans Meulengracht-Madsen
Hans Meulengracht-Madsen (9. september 1885 i Vejle – 7. oktober 1966 i Gentofte) var en dansk sejlsportsmand medlem af Kongelig Dansk Yachtklub, der vandt sølv ved OL 1912 i Nynäshamn i 6 meter-klassen sammen med Steen Herschend og Sven Bernth Thomsen i båden Nurdug II.
Det var Danmarks første OL-medalje i sejlsport, de tre danskere i Nurdug II havde en hård kamp mod brødrerne Thubé i den franske båd Mac Miche. Begge både vandt en enkelt sejlads inden finalesejladsen, der faldt ud til franskmændenes fordel.
Hans Meulengracht-Madsen var bror til den olympiske bronzemedaljør i gymnastik 1912 Viggo Meulengracht-Madsen og guldmedaljøren i gymnastik 1920 Svend Meulengracht-Madsen.